# Старое Сельцо
Старое Сельцо — деревня в Петушинском районе Владимирской области России, входит в состав Нагорного сельского поселения.

## География
Деревня расположена в 22 км на северо-запад от города Покров и в 44 км на северо-запад от райцентра города Петушки, деревня со всех сторон окружена СНТ «Старое Сельцо».

## История
В середине XII — начале XIII веков территория принадлежала Ростово-Суздальскому княжеству. Существовало ли сельцо в это время, неизвестно. 
Старое Сельцо впервые упоминается в писцовой книге 1628—1631 годов по Переславль-Залесскому уезду. В сельце два двора переславцев братьев Григория и Кузьмы Елизарьевичей Мячковых, по одному на каждого владельца. О таких мелкопоместных хозяевах говорили: «сколько дворов, столько господ».
В конце XIX — начале XX века деревня входила в состав Аргуновской волости Покровского уезда Владимирской губернии, с 1926 года — в составе Овчининской волости Александровского уезда. 
С 1929 года деревня входила в состав Барсковского сельсовета Киржачского района; с 1945 года — в составе Покровского района; с 1954 года — в составе Панфиловского сельсовета; с 1959 года в составе Лачужского сельсовета; с 1961 года снова в составе Панфиловского сельсовета. С 1960 года в составе Петушинского района, с 2005 года — в составе Нагорного сельского поселения.

### Владельцы Старого Сельца
По имеющимся данным у Старого Сельца никогда не было одного владельца. На протяжении всей его письменной истории сельцом единовременно владели несколько помещиков. 
1628—1631 годы. Григорий Елизарьевич Мячков (половина поместья получена от царя Михаила в 1628 году). Кузьма Елизарьевич Мячков (происхождение половины поместья неизвестны).

1677—1678 годы. Борис Григорьевич Мячков (часть сельца).

1704 год. Дети Семёна Мячкова (Иван, Алексей, Семён, Маланья) получают части поместья по жеребьям после отца.

1705 год. Иван Семёнович Мячков.

1705 год. Алексей Семёнович Мячков.

1705 год. Семён Семёнович Мячков.

1705 год. Маланья Семёновна Мячкова.

1705 год. Степан Иванович Мячков.

1705 год. Лаврентий Иванович Мячков.

1705 год. Семён Васильевич Мячков.

1705 год. Настасья Мячкова (вдова Спиридона Васильевича Мячкова).

1708 год. Никита Моисеевич Зотов (первый учитель Петра I, начальник его Походной канцелярии) получает по купчей от девицы Маланье Семёновны Мячковой её жеребей с пустошами.

1714 год. Пётр Тимофеевич Савёлов (генерал-адъютант) по купчей от поручика Ивана Семёновича Мячкова его жеребей с пустошами и также по купчей от прапорщика Алексея Семёновича Мячкова его жеребей с пустошами.

1719 год. Прапорщик Семён Семёнович Мячков. При поместье 6 дворовых крестьян.

1719 год. Поручик Иван Семёнович Мячков. При поместье 2 дворовых крестьянина.

1719 год. Алексей Семёнович Мячков. При поместье 10 дворовых крестьян.

1719 год. Григорий Семёнович Мячков. При поместье 5 дворовых крестьян.

1719 год. Драгун Тобольского полка Семён Спиридонович Мячков. При поместье 2 дворовых крестьянина.

1719 год. Лаврентий Иванович Мячков. При поместье 1 дворовой крестьянин.

1719 год. Тимофей Тимофеевич Савёлов (статский советник) получает по купчей от Мячковых пустошь Ляпино.

1721 год. Тимофей Тимофеевич Савёлов (статский советник) получает по купчей от Алексея Семёновича Мячкова его жеребьи в пустошах Большие и Малые Горки.

1747 год. Иван Алексеевич Мячков (Каптенармус). При поместье 6 дворовых крестьян.

1747 год. Конон Егорович Мячков (Гвардии солдат). При поместье 5 дворовых крестьян.

1747 год. Илья Иванович Мячков (Лейб-гвардии капитан). При поместье 3 дворовых крестьянина.

1763 год. Елизавета Никитична Хилкова (вдова поручика князя Якова Васильевича Хилкова, княгина, урождённая Зотова).

1763 и 1775 годы. Николай Григорьевич Мячков. (Подполковник Соляной конторы) При поместье 3 дворовых крестьянина.

1775—1776 годы. Пётр Нестерович Мячков (Титулярный советник). Господский дом. О количестве дворовых крестьянин данных нет.

1782 год. Николай Григорьевич Мячков (подполковник).

1782 год. Иван Алексеевич Мячков (капитан).

1795 год. Пётр Несторович Мячков (титулярный советник).

1811 год. Александр Яковлевич Хилков (подполковник, князь) владеет частью сельца.

1811 год. Пётр Николаевич Мячков (коллежский асессор).

1811 год. Любовь Семёновна Мячкова (коллежская асессорша).

1811 год. Александр Яковлевич Хилков (отставной подполковник, прокурор, князь).

1816 год. Пётр Николаевич Мячков.

1816 год. Любовь Семёновна Мячкова.

1816 год. Александр Яковлевич Хилков (отставной подполковник, прокурор, князь).

1830 год. Любовь Семёновна Мячкова.

1830 год. Степан Александрович Хилков (генерал-лейтенант). Получил часть Старого Сельца и деревню Санино по акту о разделе имения отца А. Я. Хилкова.

1834 год. В сельце поместье покойного титулярного советника Петра Николаевича Мячкова (умер в 1823 году). Имение числится в Покровской дворянской опеке. Опекун Сергей Прокудин-Горский.

1834 год. Любовь Семёновна Мячкова (коллежская асессорша).

1834 год. Надежда Сергеевна Пашкова (гвардии ротмистрша).

1834 год. Степан Александрович Хилков (генерал-лейтенант).

1838 год. Степан Александрович Хилков (генерал-лейтенант).

1850 год. Пётр Степанович Валуев (юнкер).

1854 год. Иван Александрович Хилков (Коллежский советник, князь). Часть сельца получено по завещанию от родного брата С. А. Хилкова.

1858 год. В сельце господский дом коллежского советника князя Ивана Александровича Хилкова (дворовых крестьян — был 1, был отпущен на волю).
1858 год. Пётр Степанович Валуев (поручик).

1863 год. Иван Александрович Хилков (князь).

1863 год. Елизавета Степановна Муханова. Получила часть сельца после брата Петра Степановича Валуева.

1865 год. Елизавета Степановна Муханова часть сальца по купчей от И. А. Хилкова.

### Промыслы
По данным на 1908 год в селе 16 плотников, размотчиц шёлка — 3; размотчиц хлопчато-бумажных нитей — 27.

## Население
По данным на 1857 год в деревне 8 дворов, жителей мужского пола 58, женского 48.

1859 год — 10 дворов, 64 жителя (31 мужского пола, 33 женского).

1896 год — 23 двора, 125 жителей.

1905 год — 27 дворов, 148 жителей.

1926 год — 37 дворов.
| 1859 | 1905 | 1926 | 2002 | 2010 | 2021 |
| ---- | ---- | ---- | ---- | ---- | ---- |
| 64   | ↗148 | ↘137 | ↘0   | ↗6   | ↘0   |